# Chapuisia natalensis
Chapuisia natalensis es un coleóptero de la familia Chrysomelidae. Fue descrita científicamente en 1899 por Jacoby.